# Tangen, Innlandet
Tangen är en tätort i Stange kommun i Innlandet fylke i östra Norge.